# Uranus (mytologi)
 For alternative betydninger, se Uranus. (Se også artikler, som begynder med Uranus)
Uranos eller (latiniseret) Uranus var i den græske mytologi gud for himlen. 
Han var Gaias første søn og samtidig hendes mand. Sammen fik de 12 gudebørn, titanerne, foruden kykloperne og de hundredarmede. De to sidste søskendeflokke spærrede Uranos inde i Tartaros. Titanerne skræmte ham, og derfor blev de skjult dybt inde i Gaias indre. Titanerne var oprørske. De ville ikke leve under deres faders styre og var ikke tilfredse med at være lukket inde i jorden, langt fra lyset. Anført af den yngste søn Kronos gjorde titanerne oprør mod Uranos. De allierede sig med kykloperne, der var dygtige smede og fik dem til at smede en segl. Titanerne lagde sig i baghold og overmandede faderen. Kronos kastrerede faderen med kyklopernes segl og smed det afhuggede lem i havet. Af blodet, der dryppede på jorden opstod erinyerne (skæbnegudinderne), og af skummet, der kom, da lemmet ramte havet, opstod den "skumfødte" Afrodite, gudinde for den fysiske kærlighed. De detroniserede Uranos, der trak sig tilbage til sin himmelhvælving. Han spåede inden da, at det, som var overgået ham, også ville overgå Kronos, når han kom til magten.